# Watashi danna o shea shiteta
Watashi danna o shea shiteta (わたし旦那をシェアしてた?), nota anche con il titolo internazionale My Husband's Wives, è una serie televisiva giapponese del 2019 trasmessa su Nippon Television.

## Trama
Alla morte di suo marito Kyohei, con il quale conviveva da tempo, l'ingenua Harumi viene a sapere che l'uomo aveva allo stesso altre due mogli, Kanako e Akane, entrambe con caratteri molto diversi dal suo. Una sorpresa ancora più grande attende però le tre donne: al momento della lettura del testamento, l'uomo afferma infatti che la sua ingente fortuna di ben trecento milioni di yen sarà donata soltanto a una di loro, ossia all'unica "moglie" che abbia mai amato.